# Géraldine Olivier
Géraldine Olivier (* 5. Juni 1967 in Neuenburg; geboren als Géraldine Burri) ist eine Schweizer Sängerin von volkstümlichen Schlagern.

## Leben
Géraldine Olivier wuchs in Marly FR bei Fribourg auf und sang schon als Kind in verschiedenen Chören. Nach der Schule machte sie eine Ausbildung als Sekretärin. Dadurch kam sie nach Japan in die dortige Botschaft. Zurück in der Schweiz war sie im Berner Bundeshaus tätig.
Im Juli 1986 hatte sie an der Weltausstellung in Vancouver ihren ersten Bühnenauftritt. 1992 wollte sie beim Eurovision Song Contest 1992 teilnehmen. Ihr Titel Soleil, soleil gewann die Schweizer Vorentscheidung und wurde nachträglich wegen eines Formfehlers des Schweizer Fernsehens disqualifiziert.
In der Folgezeit arbeitete sie mit Rudi Margreiter (Duo Vreni und Rudi) zusammen. Dieser schrieb für sie den Titel Nimm dir wieder einmal Zeit, mit dem sie beim Grand Prix der Volksmusik 1995 Platz eins belegte. Die Schallplatte wurde in der Schweiz und in Österreich vergoldet und erhielt in Deutschland Platin für über 1 Mio. verkaufte Einheiten.
Damit begann für Géraldine Olivier eine Karriere auf dem Gebiet der volkstümlichen Musik. Die Sängerin ist seither häufiger zu Gast bei diversen volkstümlichen Fernsehsendungen. Daneben übernimmt sie gelegentlich auch Moderationen bei Modeshows und bei Benefizveranstaltungen. Sie moderiert ebenfalls die TV-Sendungen Die goldene Eins sowie den Musikantenstadl.

## Diskografie
- 1995 – Nimm Dir wieder einmal Zeit
- 1997 – Tanz doch noch einmal mit mir
- 1998 – Das Beste
- 1998 – Alles mit Dir
- 1999 – Weihnachten mit Géraldine Olivier
- 2001 – Und die Welt wird sich dreh'n
- 2001 – Champagner für's ganze Lokal
- 2002 – Melodien für Euch
- 2002 – Und die Welt wird sich dreh'n
- 2003 – Rosen der Liebe
- 2004 – Gefühle
- 2006 – Liebe erleben
- 2006 – Das Beste (Doppel-CD)
- 2008 – Alles aus Liebe
- 2008 – Du bist wie Sommer
- 2011 – So ist das Leben
- 2019 – Narben auf dem Herz